# Agrotis brenna
Agrotis brenna är en fjärilsart som beskrevs av Pieter Cramer 1782. Agrotis brenna ingår i släktet Agrotis och familjen nattflyn. Inga underarter finns listade i Catalogue of Life.